# Mlejnik
Mlejnik je priimek več znanih Slovencev:
- Ana Julija Mlejnik, violončelistka
- Angelus (Karol Angelj) Mlejnik (1865—?), frančiškan
- Manja Mlejnik (1915—1998), operna pevka, sopranistka
- Miloš Mlejnik (*1947), violončelist, prof. AG
- Vera Mlejnik, sopranistka, pevska pedagoginja